# Olaf II el Santo
Olaf II de Noruega u Olaf Haraldsson —en nórdico antiguo Óláfr Haraldsson— (995-29 de julio de 1030) fue rey de Noruega de 1015 a 1028 —en vida fue conocido como «el grande», Óláfr Digre, y tras su canonización como Olaf el Santo, San Olaf u Olaus—. De origen vikingo, se convirtió al cristianismo en la ciudad de Ruan y estuvo al servicio del rey exiliado Etelredo II de Inglaterra. Regresó a Noruega en el año 1015. Al ser descendiente del rey Harald I, fue reconocido rápidamente como rey y desplazó a los nobles que regían el país. Introdujo una administración central fuerte, completó la conversión, iniciada por Olaf I de Noruega, y erigió iglesias por todo el territorio. Es el santo patrono de Noruega y uno de los pocos santos de origen noruego con culto en la Iglesia católica.

## Biografía

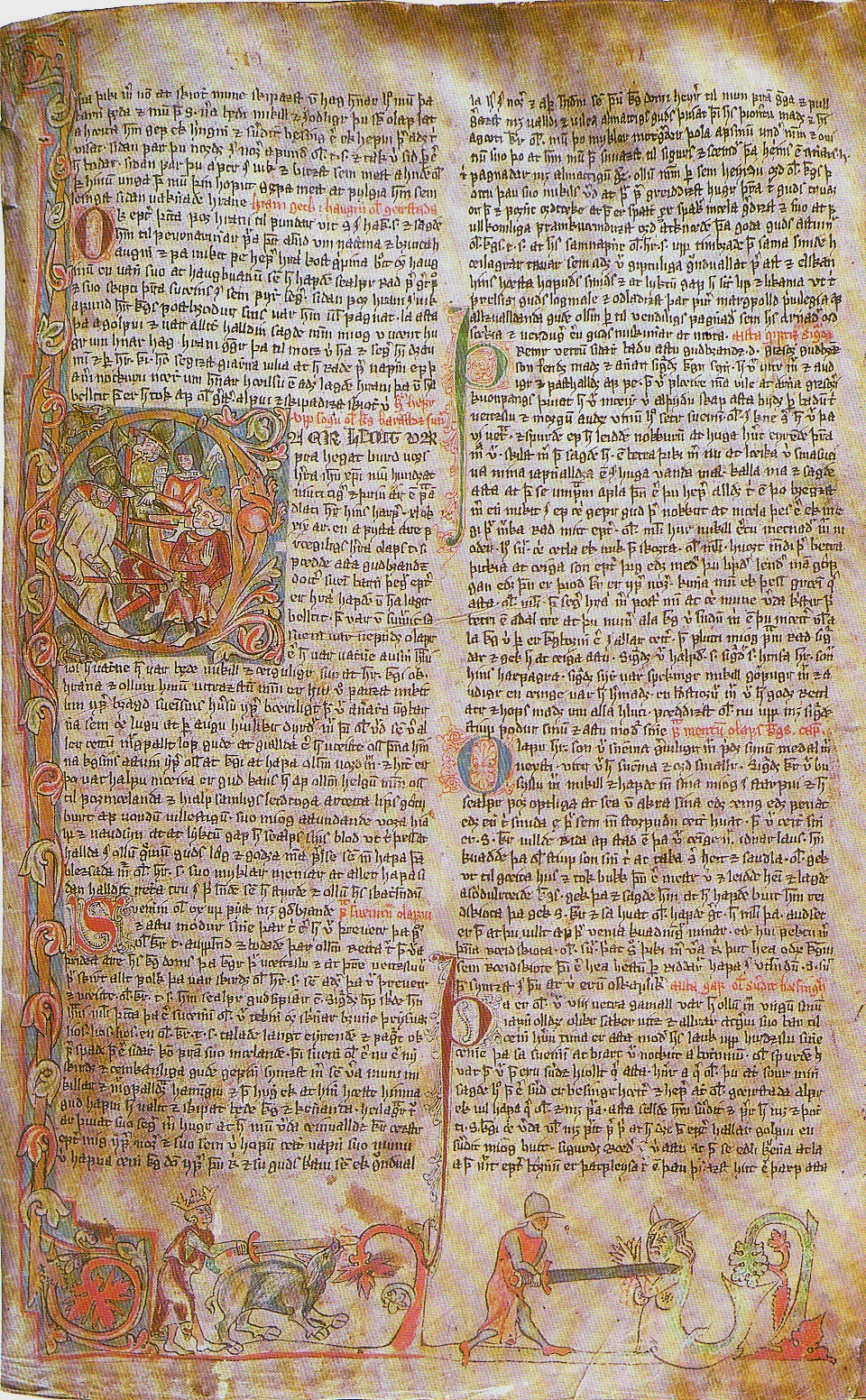
Muerte de Olaf II en la batalla de Stiklestad según el Flateyjarbók.

Olaf nació en Ringerike; era hijo de Harald Grenske y tataranieto del rey Harald I de Noruega. Su madre era Åsta Gudbrandsdatter. Según las sagas nórdicas, Åsta Gudbrandsdatter procedía del reino de Vestfold. Su padre era Gudbrand Kula de Oppland.  Harald Grenske falleció cuando Åsta estaba embarazada de Olaf. Ella se casó entonces con Sigurd Syr, rey de Ringerike. Olaf creció en casa de su padrastro, con el que no lograría entablar una buena relación.
A los once años de edad, Olaf tomó parte por primera vez en una expedición vikinga, participando en saqueos y pillajes. Durante su adolescencia participó en varias expediciones, primero en los países bálticos y posteriormente en las islas británicas, donde junto a Torkjell Høge atacaría Canterbury en 1011.
Años después de realizar sus actividades de saqueo, Olaf pensó en reunir bajo su gobierno el reino de Noruega, de acuerdo al derecho dinástico que reclamaba por descender de Harald I. Tras un corto viaje por las costas de España, en Galicia fue derrotado por la nobleza local cuando trató de remontar el río Miño. Viajó hacia Normandía, en Francia, lugar donde pasaría el invierno en casa del duque Ricardo II de Normandía, en Ruan, entre 1013 y 1014. Normandía se encontraba entonces poblada por daneses y noruegos desde 881, y habían recibido el gobierno de la región a condición de que cesaran sus incursiones en el resto de Francia y protegieran al país.
Durante su estancia en Normandía, Olaf se convirtió al cristianismo y fue bautizado en esa fe. Los normandos habían adoptado el cristianismo, y el duque era profundamente religioso. Olaf tuvo contacto con la historia del cristianismo y escuchó relatos de la vida de santos europeos. Se dice que su hijo Magnus recibiría ese nombre en honor del rey Carlomagno.
Camino a Noruega, Olaf hizo escala en Inglaterra, donde dejó sus barcos de guerra para continuar únicamente con barcos mercantes. 
Cuando Olaf llegó a Noruega, el país se hallaba dividido entre los jarls locales, Dinamarca y Suecia, que se habían apoderado del reino de Olaf Tryggvason cuando este fue derrotado en la batalla de Svolder en 1000. La sociedad familiar noruega se encontraba en decadencia y abundaban los pequeños reinos y los caciques locales.
Capturó y envió al exilio a Håkon Eiriksson, quien gobernaba Noruega en nombre del rey Svend I de Dinamarca. Tras la derrota de Haakon, Olaf comenzó su trabajo de unificación. Primero fue nombrado rey por los jefes de las tierras altas del centro del país. Después de derrotar al jarl Sveinn Hákonarson en la batalla de Nesjar, fue reconocido también como soberano en Viken y Agder. Poco después tocó el turno de Trøndelag, y logró convertirse en rey del centro y el sur de Noruega.
Entonces llegó a un acuerdo de paz con el rey de Suecia Olaf Skötkonung, y una parte del acuerdo fue que se casaría con la hija de este, la princesa Ingegerd Olofsdotter. Esto último no se concretaría, pues Ingegerd fue dada en matrimonio al príncipe Yaroslav I de Kiev. En resarcimiento, Olaf Skötkonung le dio a Olaf a su segunda hija, Astrid. Hecha la paz con Suecia, Olaf conquistó Hålogaland, la parte más septentrional de Noruega, logrando unificar así todo el país. Asimismo, reconoció como soberanía noruega el territorio de las islas Órcadas.
Olaf estableció su capital en Borg (actualmente Sarpsborg), ciudad que él mismo fundó en 1016 en la ribera del Glomma, y a la que dotó de una fortificación que aún se conserva —parcialmente— en la actualidad.
En España tiene una ermita dedicada a su culto, llamada Ermita de San Olav, que se sitúa en el Valle de los Lobos a tres kilómetros del casco histórico de Covarrubias.

## Cristianización de Noruega

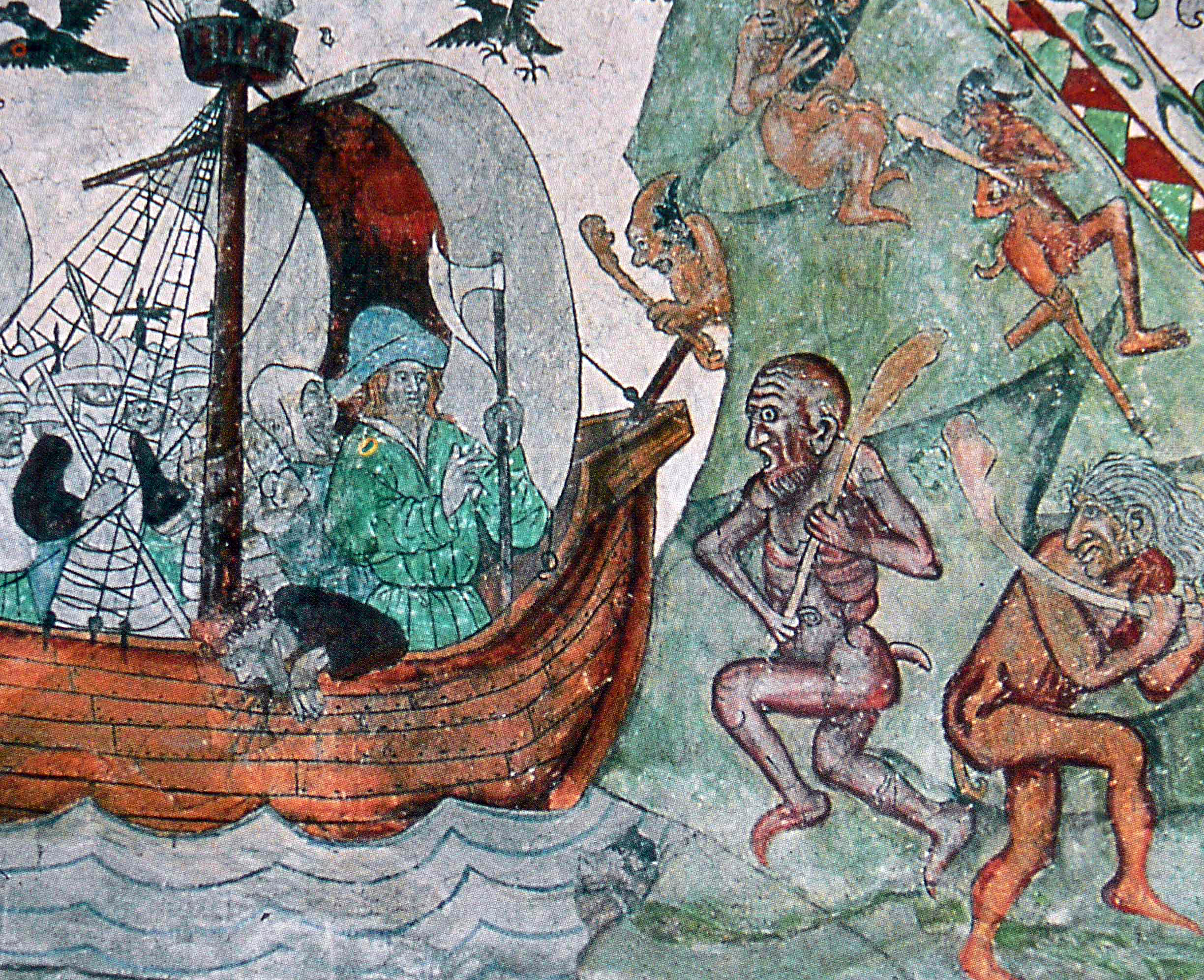
Olaf II navegando entre trolls. Pintura sobre piedra en la iglesia de Dingtuna, Suecia.

Una vez que hubo aplastado a la oposición, estableció el cristianismo como la religión oficial del reino desde 1024, cuando se instituyó la «ley de Cristo». Trajo a Noruega cuatro obispos de Inglaterra y ordenó la construcción de iglesias en todo el país. La religión cristiana tenía ya tiempo desde que llegó a Noruega, pero su práctica no se hallaba aún lo suficientemente consolidada, ya que una buena parte de los cristianos lo eran solo nominalmente, mientras que aún se mantenía en cierto grado la religión nórdica pagana. Snorri Sturluson narra que el rey estableció la pena de muerte y la amenaza de mutilación para aquellos que se negaran a adoptar el cristianismo.
El Estado adoptó como leyes los preceptos eclesiásticos. Se prohibió la poligamia, la violación, el rapto de las mujeres y el abandono de los recién nacidos en el campo o el bosque, que ahora tenían que ser bautizados de manera obligatoria. Los muertos tenían que ser enterrados en suelo santo, es decir, en las iglesias, y no en túmulos de piedras en las colinas, como sucedía en las tradiciones paganas. Se negó la sagrada sepultura a los criminales, los traidores al rey, los asesinos y los suicidas. El mismo rey viajó mucho a través del país para hacer valer las nuevas leyes.
También promulgó la ley de igualdad, según la cual la aristocracia tenía que obedecer la ley y ser castigada en la misma medida que los campesinos. Ello, junto con la amenaza de la expropiación de sus tierras, provocó que la aristocracia se mostrara renuente a mantener a Olaf como su monarca, y empezaran a conspirar para derrocarlo.

## La invasión de Canuto el Grande

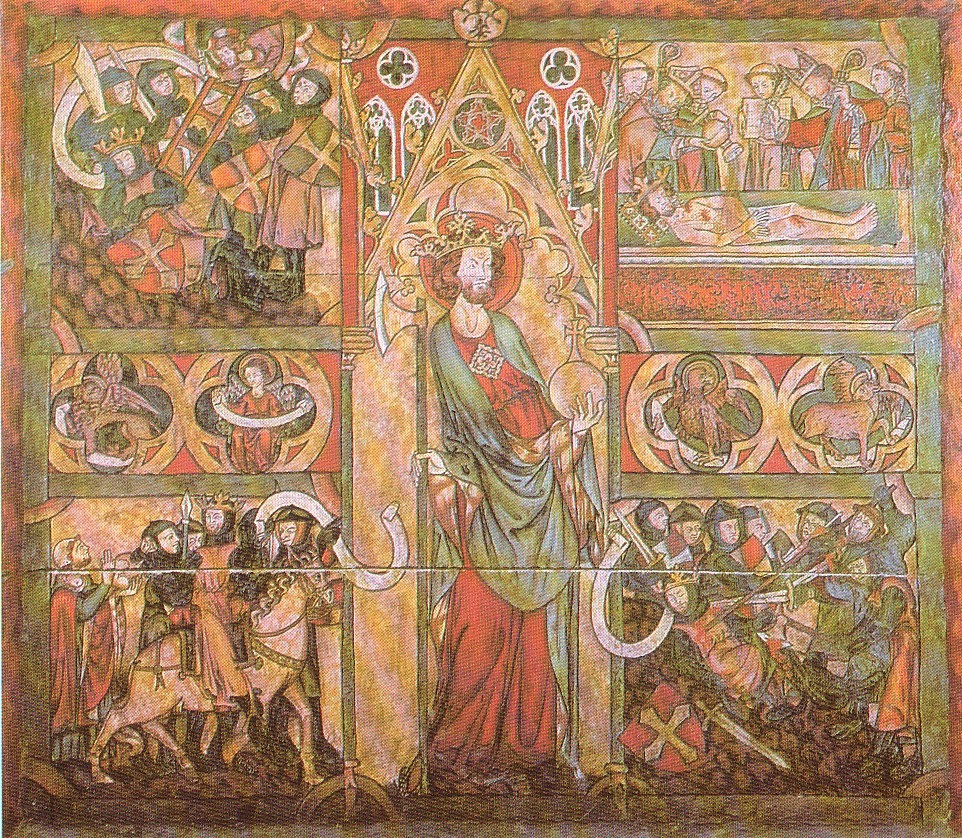
Retablo en madera de Olaf Haraldsson conservado en la catedral de Trondheim, Noruega,.

En 1028 el poderoso rey Canuto II, soberano de Dinamarca e Inglaterra, invadió Noruega con 50 barcos de guerra. Contaba con el apoyo de un sector considerable de la aristocracia noruega, a la que compró con la promesa de otorgarle tierras y poder. Olaf fue abandonado por una parte del ejército y tuvo que exiliarse, junto con su hijo Magnus y un puñado de hombres fieles, al Rus de Kiev, en cuya capital, Gardariki, sería recibido amistosamente por Yaroslav I el Sabio. Canuto fue elevado a rey de Noruega en el Øreting y nombró a Håkon Eiriksson como su jarl en el gobierno del país.
El príncipe Yaroslav de Kiev le ofreció a Olaf la dignidad de rey en Bulgaria, pero la oferta fue rechazada, pues Olaf tenía la intención de regresar a Noruega. Cuando se enteró de que Haakon Eiriksson había desaparecido en un naufragio (alrededor de 1030), decidió que era tiempo de volver a su reino.

## El regreso de Olaf y la batalla de Stiklestad

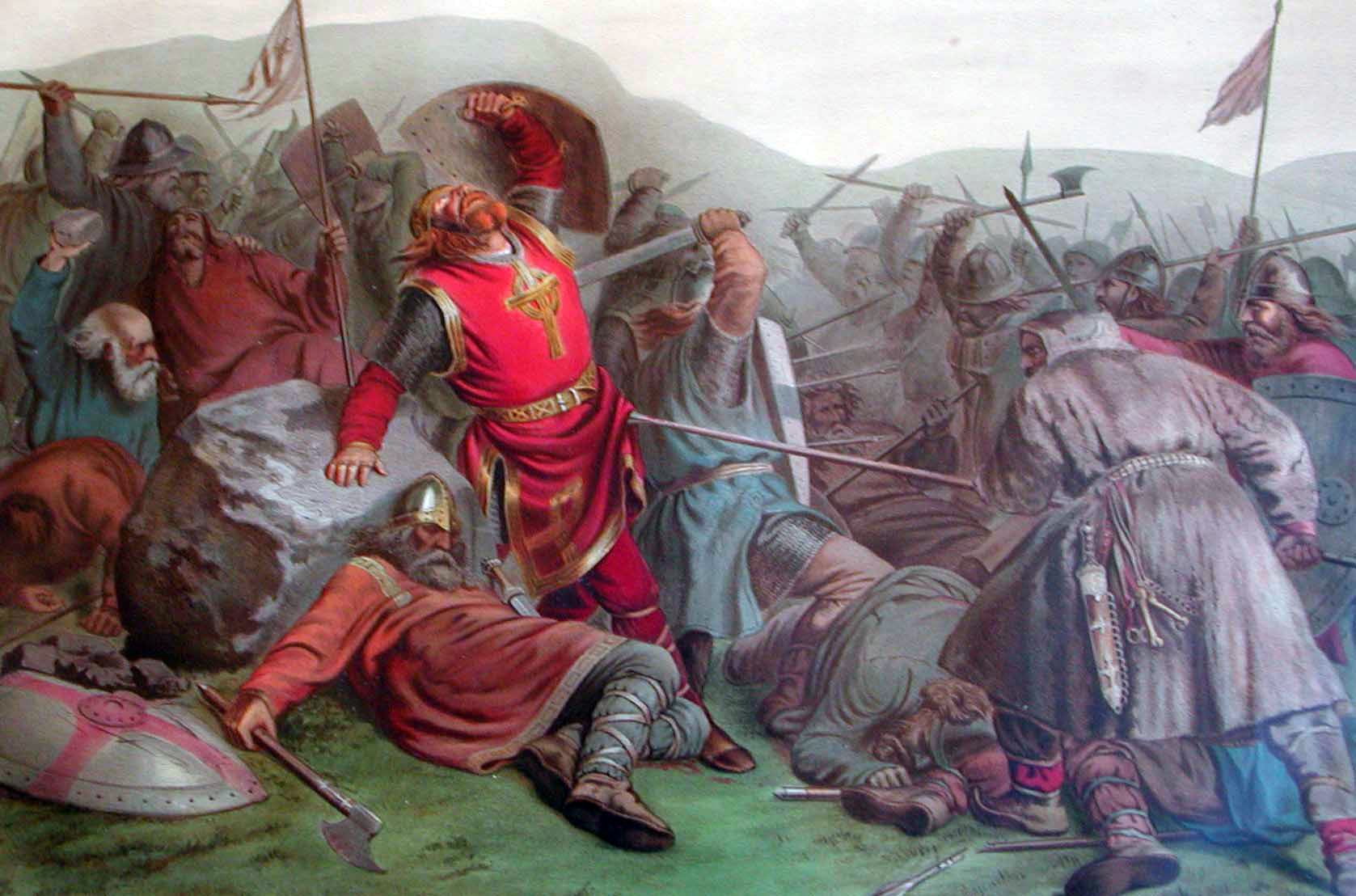
La muerte de Olaf en Stiklestad de Peter Nicolai Arbo

Olaf reunió un ejército y se fue de Nóvgorod hacia Noruega, atravesando Suecia. Llegó a Trøndelag, donde se encontraría con un ejército comandado por jarls aliados de Dinamarca: Hårek av Tjøtta, Thorir Hund y Kalv Arnesson, muy superior al que mandaba Olaf. El 29 de julio de 1030, se enfrentaron ambos bandos en la batalla de Stiklestad, con el resultado de la muerte de Olaf.
El cuerpo de Olaf fue puesto en un cobertizo y, según la tradición, un ciego comenzó a ver tras frotarse los ojos con la sangre del cadáver. Los campesinos del lugar se llevaron el cuerpo y lo sepultaron junto al río Nidelven, en Nidaros (actual Trondheim). A partir de entonces comenzaría el culto a Olaf, que fue llamado popularmente el santo. Su muerte fue juzgada como un martirio.
Al año siguiente, su cadáver fue exhumado y trasladado al interior de una capilla que se erigió al lado de su tumba. Con el tiempo, en el lugar de la pequeña capilla se erigiría una fastuosa catedral, la catedral de Nidaros, que sería un frecuentado centro de peregrinación. Fue venerado como un santo en todo el país y con el tiempo se convirtió en uno de los personajes más importantes del cristianismo de Noruega.

## Familia
Olaf II se casó en febrero de 1019 en Sarpsborg con Astrid Olofsdotter de Suecia, hija del rey Olaf Skötkonung. Solo se sabe del nacimiento de una hija de este matrimonio:
- Ulvhild de Noruega (ca 1020-1072), consorte de Ordulfo, duque de Sajonia.

Tuvo una amante de nombre Alvhild, con quien tuvo un hijo ilegítimo:
- Magnus (1024-1047), rey de Noruega.

## Últimos años y muerte (según la «Óláfs saga helga» enHeimskringla)
«Óláfs saga helga» es uno de los relatos de la clásica obra Heimskringla, de Snorri Sturluson, la cual se centra en la historia de los reyes noruegos. La saga relata que Olaf, tras una vida de aventuras vikingas en su juventud, llega al poder en Noruega e inmediatamente se empeña en seguir con la campaña misionera de conversión al cristianismo de Olaf Tryggvason. Olaf reinó durante 15 años, pero tras un conflicto con varios caudillos se ve forzado a exiliarse a Holmgard, donde pasa a vivir junto a su cuñado, el rey Jarislav. 
En el verano de 1030 Olaf parte hacia Suecia, donde encuentra el apoyo que necesita de la Corona sueca y partidarios noruegos. Con su ejército se dirige a la ciudad de Trondheim, donde sus oponentes ya se habían organizado. Ambos ejércitos se enfrentaron en la batalla de Stiklestad, donde muere el rey en combate junto con muchos de sus incondicionales. Tras su muerte, comienzan los milagros asociados con las reliquias del rey. A su debido momento es canonizado como santo principal escandinavo antes de la reforma protestante, y con mucha gente que deseaba peregrinar a Nidaros (el antiguo nombre de Trondheim) para visitar su sepulcro. 
Snorri Sturluson disponía de unos textos que llegaron a ser familiares para crear su propia saga sobre el rey santo, seleccionando material adecuado, reescribiendo las viejas narraciones, desechando los relatos exagerados, aportando citas y hechos plausibles y creando personajes intrigantes. La saga en su plenitud representa la narrativa histórica medieval en su máximo exponente de una forma magistral. Snorri añadió además historias sobre reyes noruegos que reinaron antes y después de San Olaf, y de esa forma nació Heimskringla.
| Predecesor: Svend Barba Ahorquillada | Rey de Noruega 1015-1028 | Sucesor: Canuto el Grande |